# NGC 6151
NGC 6151 este o galaxie situată în constelația Pasărea Paradisului. A fost descoperită în 29 iunie 1835 de către John Herschel.